# Nadia Chahed
Nadia Chahed, née le 11 juillet 1988 à Berlin, est une nageuse tunisienne.
Elle est la sœur du footballeur Sofian Chahed et la sœur jumelle de Sarra Chahed.

## Palmarès

### Championnats d'Afrique
- Championnats d'Afrique 2006 à Dakar
  -  Médaille d'argent du 4 × 100 mètres nage libre

### Jeux africains
- Jeux africains de 2003 à Abuja
  -  Médaille de bronze du 50 mètres nage libre